# Хондурас на Светском првенству у атлетици у дворани 2022.
Хондурас је учествовао на 17. Светском првенству у атлетици у дворани 2022. одржаном у Бирмингему од 1. до 4. марта. Репрезентацију Хондураса на њеном осмом учествовању на светским првенствима у дворани представљала је 1 атлетичар који се такмичио у трци на 60 метара.,.
На овом првенству такмичар Хондураса није освојио ниједну медаљу нити је остварио неки резултат јер није ни стартовао.

## Учесници
Мушкарци:
- Мелик Гарсија — 60 м

## Резултати

### Мушкарци
| Атлетичар     | Дисциплина | Лични рекорд | Квалификације  | Квалификације  | Полуфинале           | Полуфинале           | Финале               | Финале               | Детаљи |
| Атлетичар     | Дисциплина | Лични рекорд | Резултат       | Место          | Резултат             | Место                | Резултат             | Место                | Детаљи |
| ------------- | ---------- | ------------ | -------------- | -------------- | -------------------- | -------------------- | -------------------- | -------------------- | ------ |
| Мелик Гарсија | 60 м       | 6,76         | Није стартовао | Није стартовао | Није се квалификовао | Није се квалификовао | Није се квалификовао | Није се квалификовао |        |